# Бертен, Никола (живописец)
Никола́ Берте́н (фр. Nicolas Bertin; 1667, Париж — 11 апреля 1736, там же) — французский живописец, рисовальщик и художник-декоратор академического направления.

## Биография
Никола Бертен происходил из семьи потомственных скульпторов. Осваивал основы рисунка и живописи под руководством отца Ги-Луи Вернансаля Младшего. Далее учился у Жана Жувене, Шарля Лебрена и Луи Булоня Младшего. В 1685 году получил Римскую премию за картину «Строительство Ноева ковчега» и уехал в Рим. В 1685—1689 годах обучался во Французской академии в Риме.
В 1703 году был принят в Королевскую академию живописи и скульптуры в Париже за картину «Геркулес, освобождающий Прометея». Никола Бертен является автором многих картин на мифологические и аллегорические сюжеты.
Произведения художника хранятся в разных музеях мира, в том числе в санкт-петербургском Эрмитаже.
Его брат — скульптор Клод Бертен (ок. 1653—1705), выполнял многие скульптуры и декоративные вазы для парка Версаля. Наиболее известен бюст умирающей Клеопатры его работы, хранящийся в парижском Лувре.

## Галерея

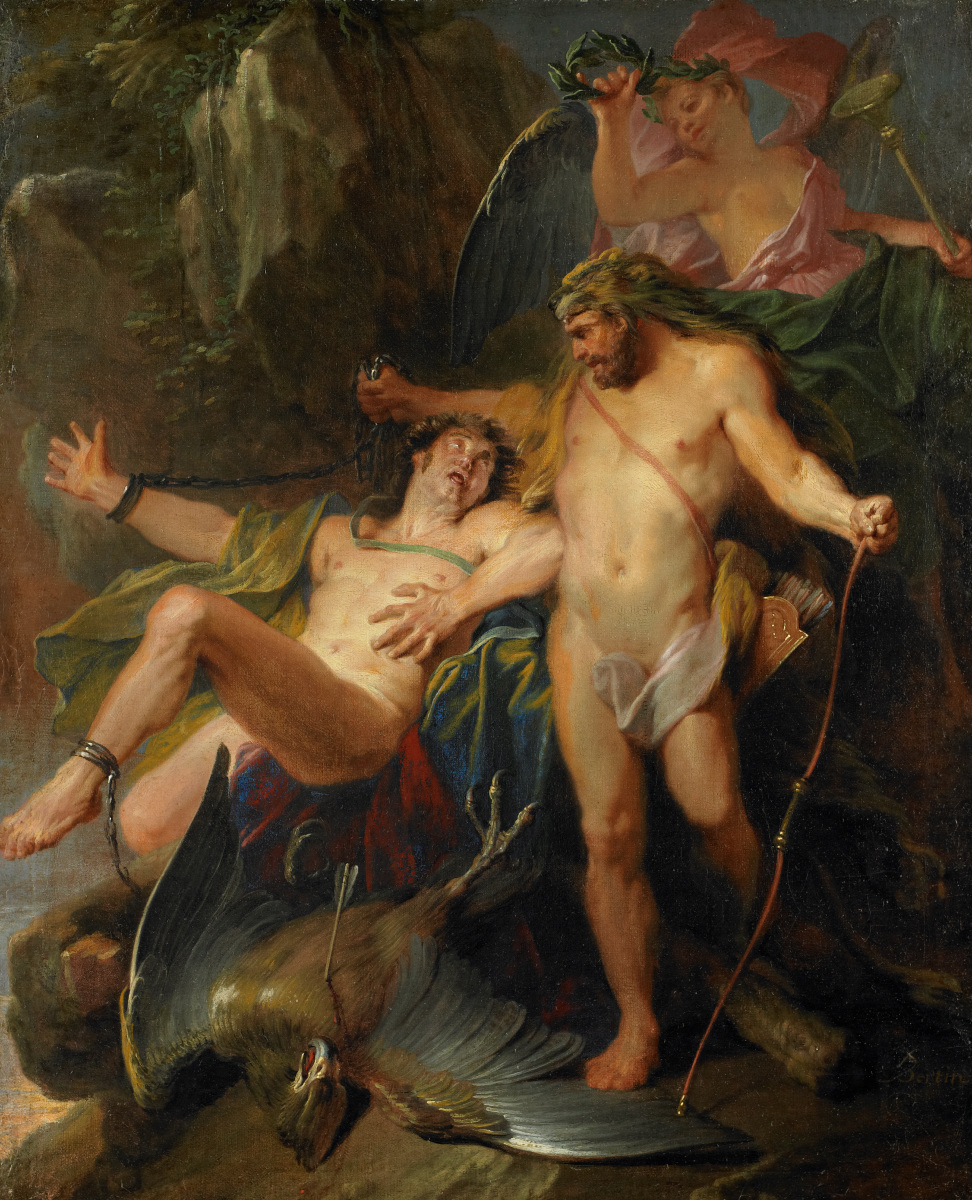
Геркулес, освобождающий Прометея. 1703. Холст, масло. Художественный музей, Бирмингем, Алабама, США
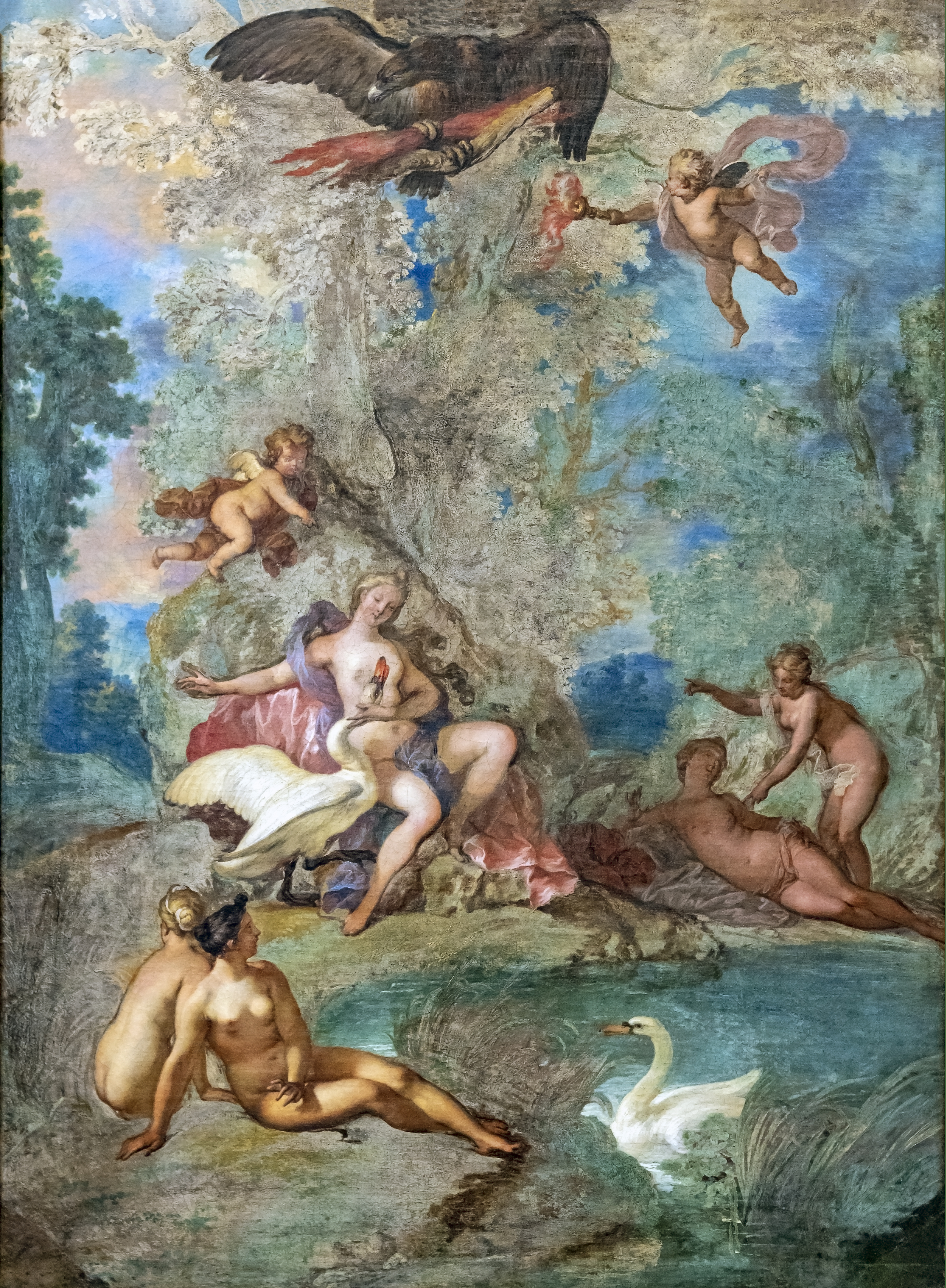
Юпитер и Леда. Между 1600 и 1700. Холст, масло. Музей изобразительных искусств, Каркасон
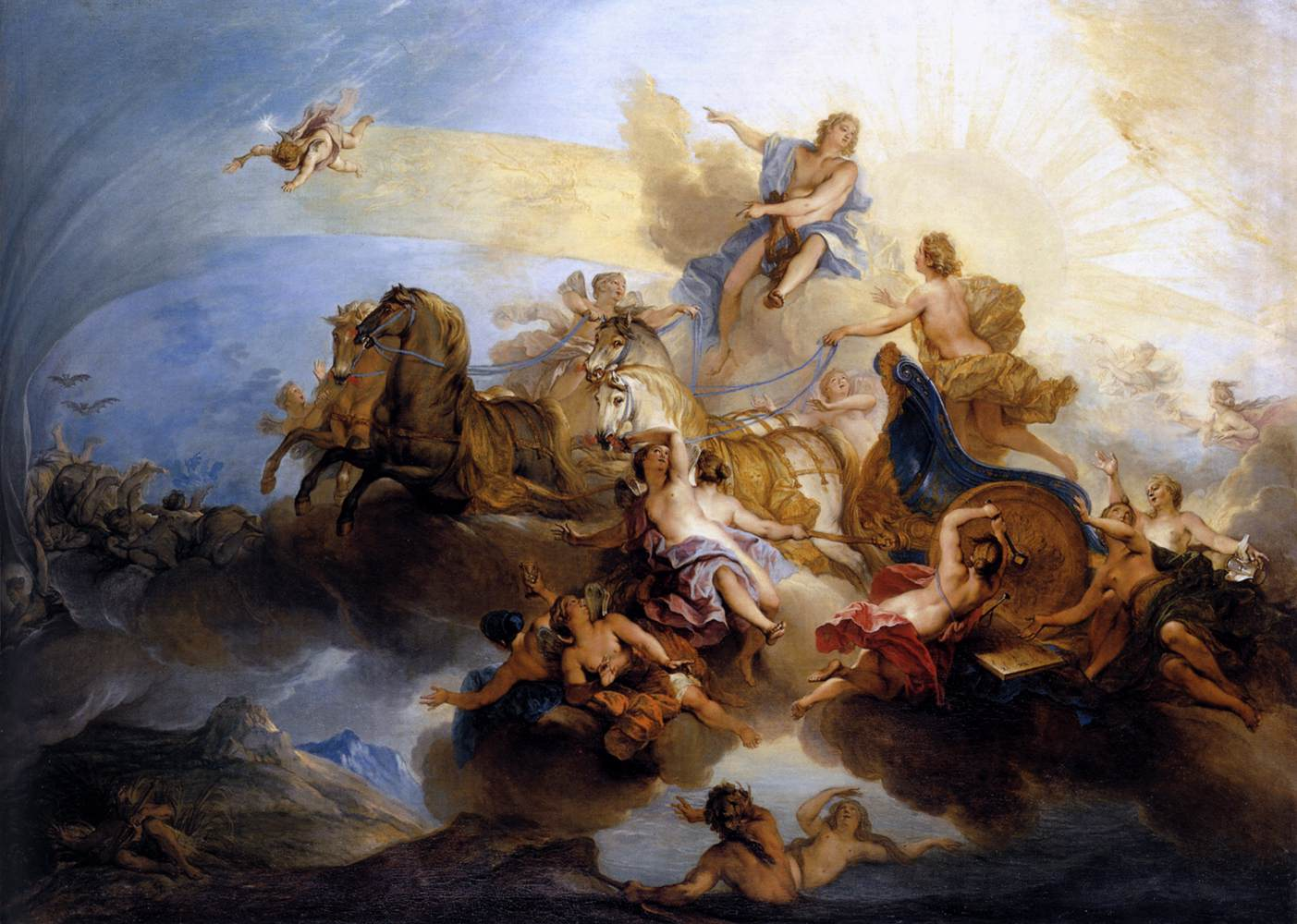
Фаэтон управляет солнечной колесницей Аполлона. Ок. 1720. Холст, масло. Лувр, Париж
Вакх и Ариадна. Холст, масло. 1700-е. Национальный музей изобразительных искусств, Стокгольм
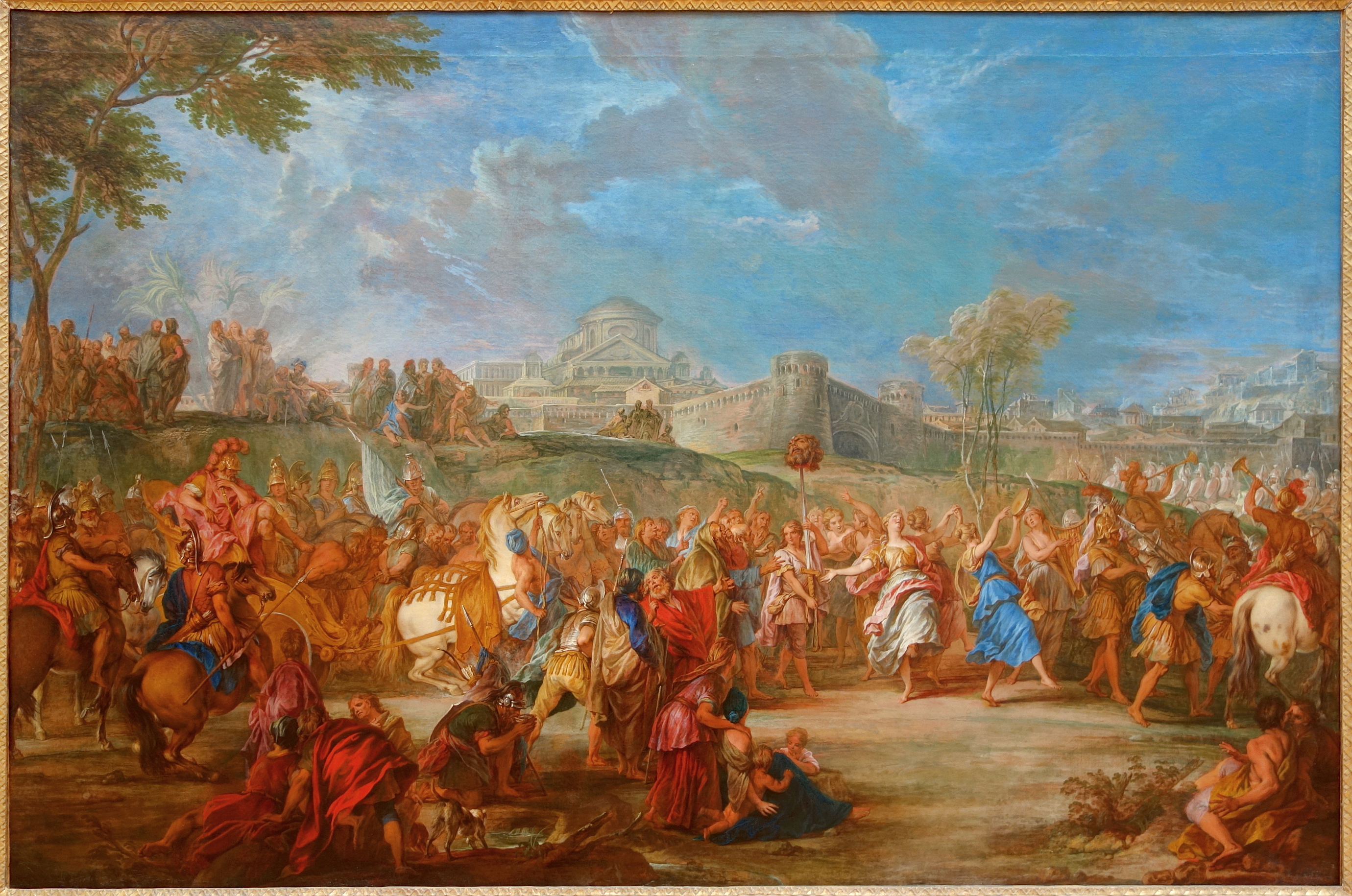
Триумф Давида. 1730-е. Холст, масло. Дворец изящных искусств, Лилль
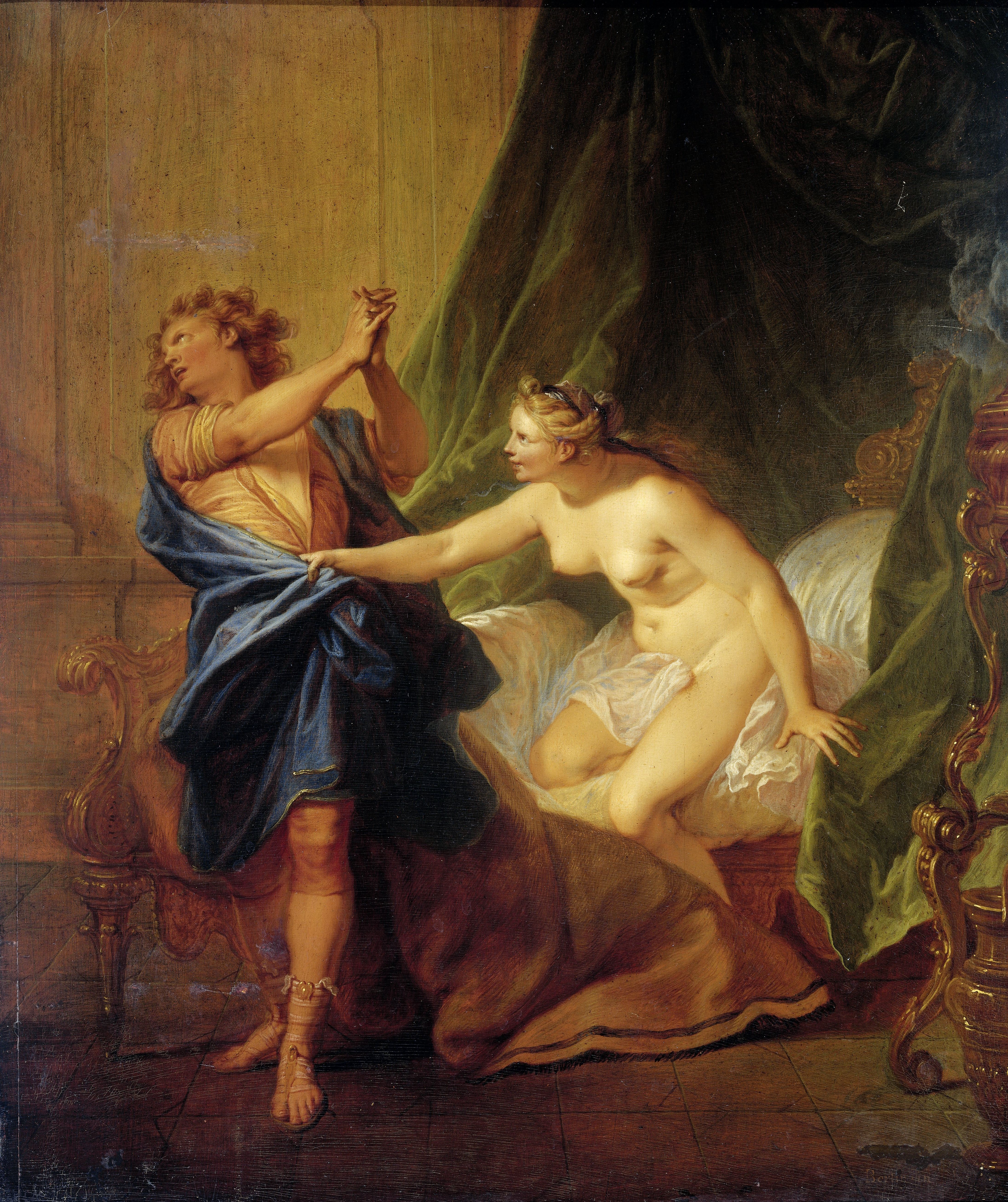
Иосиф и жена Потифара. 1699. Дерево, масло. Рейксмюсеум, Амстердам
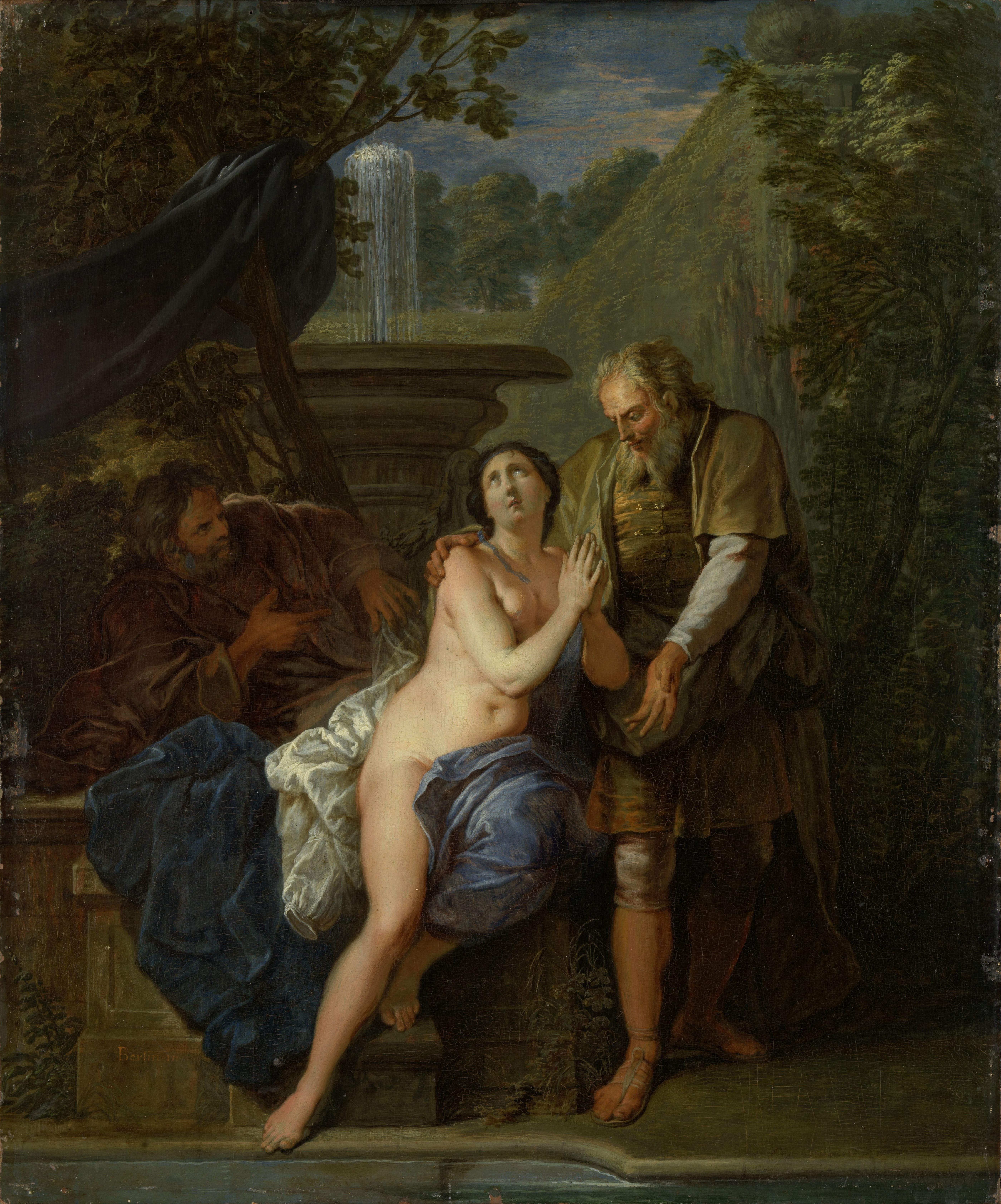
Сусанна и старцы. 1699. Дерево, масло. Рейксмюсеум, Амстердам